# Phaonia decussata
Phaonia decussata är en tvåvingeart som först beskrevs av Stein 1907.  Phaonia decussata ingår i släktet Phaonia och familjen husflugor. Inga underarter finns listade i Catalogue of Life.